# Sawicze (przystanek kolejowy)
Sawicze (biał. Савічы; ros. Савичи) – przystanek kolejowy w miejscowości Sawicze, w rejonie zelwieńskim, w obwodzie grodzieńskim, na Białorusi. Położony jest na linii Baranowicze - Wołkowysk.